# Dascyllus reticulatus
Dascyllus reticulatus · Dascyllus réticulé
Espèce
Dascyllus reticulatus, communément nommé Dascyllus réticulé, est une espèce de poissons marins de la famille des Pomacentridae.

## Répartition
Le Dascyllus réticulé est présent dans les eaux tropicales du centre du bassin Indo-Pacifique.

## Description

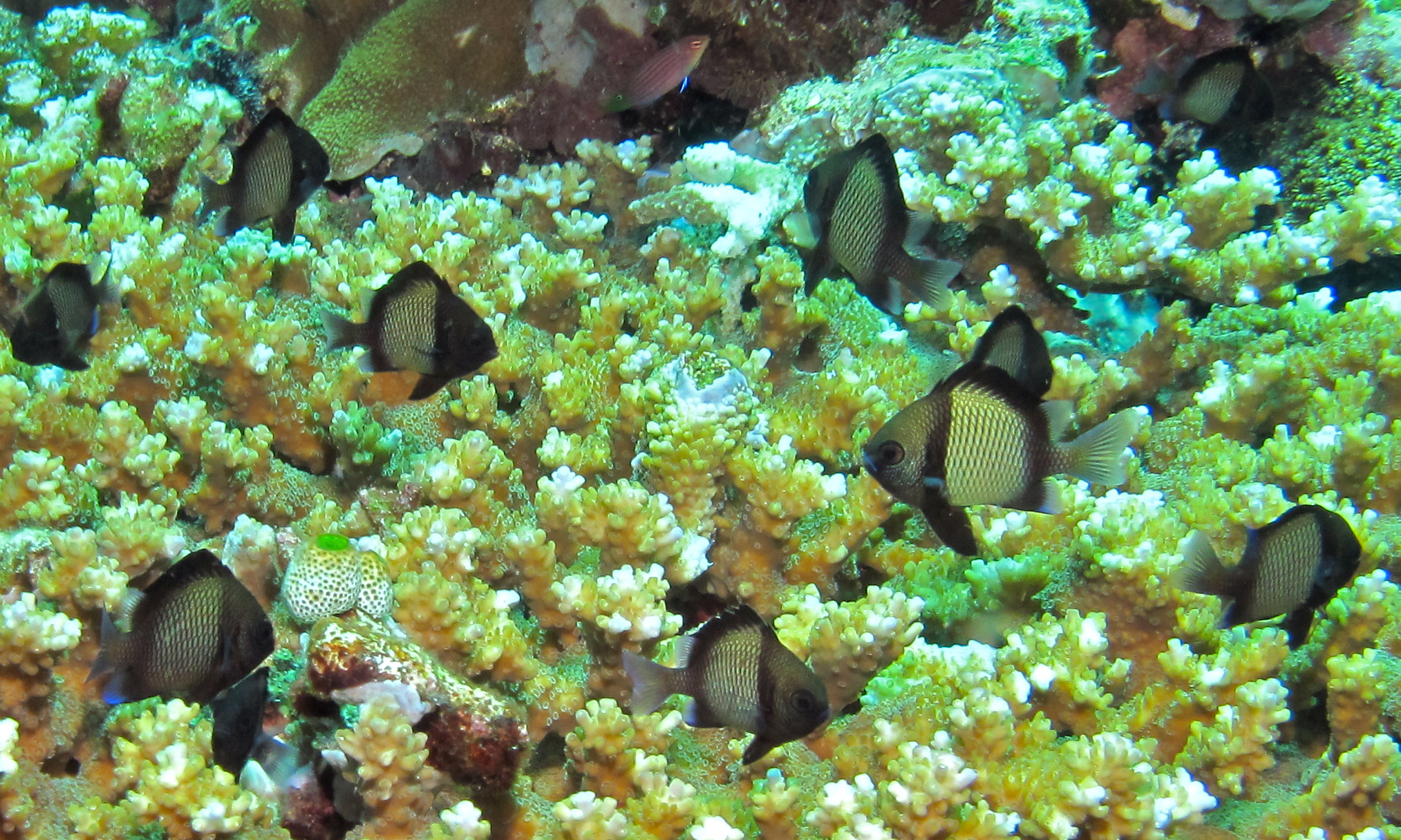
Dascyllus reticulatus (Sulawesi, Indonésie)

Sa taille maximale est de 9 cm.

## Synonymes taxonomiques
- Dascyllus reticulata (Richardson, 1846) (misspelling)
- Dascyllus reticulates (Richardson, 1846) (misspelling)
- Dascyllus xanthosoma Bleeker, 1851
- Heliases reticulatus Richardson, 1846
- Heliastes reticulatus Richardson, 1846
- Pomacentrus unifasciatus Kner, 1868